# Alophoixus longirostris
Alophoixus longirostris là một loài chim trong họ Pycnonotidae.